# Anticrates metreta
Anticrates metreta là một loài bướm đêm thuộc họ Lacturidae. Nó được tìm thấy ở Queensland.
Con trưởng thành có cánh trước màu nâu, mỗi cánh có một dải trắng có sọc màu cam cắt ngang giứa. Cánh sau màu nâu.